# سیارک ۲۰۲۸۳
سیارک ۲۰۲۸۳ (به انگلیسی: 20283 Elizaheller، نامگذاری:1998FG55) بیست هزار و دویست و هشتاد و سومین سیارک کشف شده‌است که در ۲۰ مارس ۱۹۹۸ کشف شد.
قدر مطلق سیارک برابر ۱۹٫۵ است.